# Tetrâmero de propileno
Tetrâmero de propileno é um composto químico, orgânico, formado a partir da polimerização controlada de propileno que é matéria prima fundamental para a produção de compostos dodecilbenzênicos de cadeia linear (alquilbenzeno sulfonatos), que substituem as parafinas anteriormente usadas na fabricação destes compostos, que não eram biodegradáveis, pois as cadeias ramificadas impediam a ação de bactérias. É usado predominantemente na produção de uma das mais importantes matérias primas para derivados de surfactantes (tensoativos), como os detergentes e outras formulações para produtos de limpeza, destacadamente o alquilbenzeno sulfonato linear, ácido dodecil-benzeno-sulfônico.
Quimicamente, é a mesma substância que o N-doceceno.